# قلات كت (بهمئي غرمسيري الجنوبي)
قلات کت (بالفارسية: قلات کت) هي قرية تقع في إيران في قسم بهمئي غرمسیري الجنوبي الريفي.